# Giovanna Marini
Giovanna Marini (19. ledna 1937 – 8. května 2024) byla italská zpěvačka a kytaristka. Narodila se v Římě do hudební rodiny. V roce 1959 získala diplom ze hry na klasickou kytaru na Conservatorio Santa Cecilia. Během své kariéry vydala řadu nahrávek. Roku 1983 získala ocenění Premio Tenco. Později získala řadu dalších cen včetně Premio Palmi, Premio Nonino a Premio Scanno.